# Kisapostag
Kisapostag je vas na Madžarskem, ki upravno spada pod podregijo Dunaújvárosi Županije Fejér.